# Marissa Diggs
Marissa Diggs (* 8. April 1992 in Rowlett, Texas) ist eine ehemalige US-amerikanische Fußballspielerin, die zuletzt in der Saison 2014 bei Houston Dash in der National Women’s Soccer League unter Vertrag stand.

## Karriere
Während ihres Studiums an der University of Central Florida lief Diggs von 2010 bis 2013 für die dortige Hochschulmannschaft der UCF Knights auf. Im Januar 2014 wurde sie beim College-Draft der NWSL in der zweiten Runde an Position elf von der Franchise der Houston Dash unter Vertrag genommen und debütierte dort am 27. April gegen den Portland Thorns FC. Ihr erstes Tor im Trikot der Dash erzielte Diggs am 17. Juli gegen Washington Spirit. Ende Januar 2015 gab Diggs aus beruflichen Gründen ihr frühes Karriereende bekannt.